# 崔钟贤
崔钟贤（1929年11月21日—1998年8月26日），韩国SK集团第二任会长，SK集团创始人崔钟建的弟弟:95-96。

## 生平
崔钟贤1929年11月21日出生于京畿道水原市，是家中二子:94。他先后就读于首尔大学、美国威斯康辛大学和芝加哥大学攻读化学、经济学和经营学。1973年，他的哥哥、SK创始人崔钟建去世后，他接任了SK集团的会长职务。他利用自己的专业知识，开发新技术、改善企业管理，将SK集团从中等水平的纺织工厂发展成为一流的大企业集团。他所领导的SK集团被外界评论道：“处事缜密，深思熟虑，不事冒险，而一旦下了决心，便会全力以赴。”他从1989年开始担任具有韩国“财界总理”之称的全国经济人联合会会长一职，被称为“学者企业家”:95-96。1997年6月，他在美國接受肺癌手術並康復。同年，妻子朴桂熙在紐約因疲勞和心臟疾病去世，崔钟贤的病情因而惡化，於1998年住進加州洛杉磯的一家醫院後病逝於該地，享年68歲，安葬於京畿道華城市峰潭邑的先塋。他去世後，職業經理人孫吉丞立即被任命為集團代理主席，2004年，他的長子崔泰源繼任集團主席。

## 家庭
崔钟贤与妻子朴桂姬育有两男一女。长子崔泰源是现任SK集团会长。崔泰源的妻子是前韩国总统卢泰愚的女儿卢素英。两人在美国芝加哥大学相识并结婚。次子崔再源是SK电子的副总经理、SK C&S的副会长，其妻蔡瑞荣是西江大学英文教授。小女儿崔璂源与当时在SK信息产业工作的金俊一结婚。:94-95